# Pierre Bismuth
Pierre Bismuth (1963, Neuilly-sur-Seine) é um artista contemporâneo francês. Através de gestos eficientes e normalmente bem-humorados, Bismuth interrompe códigos pré-estabelecidos de ler imagens e objetos que prevalecem na vida cotidiana, desde notícias em jornais até as cores de paredes. Em suas séries From Red to Nothing ("Do Vermelho para Nada" em português) e From Green to Something Else ("Do Verde para Algo" em português), Bismuth reproduz uma parede pintada em cada exibição, alterando discretamente a cor, adicionando um pouco de branco ou outra tinta à cor original da parede. Outra série, Something Less, Something More ("Alguma Coisa a Menos, Alguma Coisa a Mais" em português), consiste de pequenas partições das quais Bismuth remove círculos até que a menor quantidade de material possível tenha sobrado, enquanto que os círculos removidos se acumulam no chão. Em Replaced by the Same ("Trocado pelo Mesmo" em português), Bismuth joga com a ideia de substituir algo com o seu dobro: para cada foto em sua série, elementos removidos da duplicata são colados no exato lugar em que se encontram no original. 
O trabalho de Bismuth tem sido exibido na Team Gallery, em Nova Iorque, Jan Mot, em Bruxelas, Mary Boone Gallery, também em Nova Iorque, Cosmic Galerie, em Paris, Galeria Erna Hacey, Bruxelas, a Villa Arson, em Nice e na Galeria Lisson, em Londres. Em 2005, venceu o prêmio de Óscar de Melhor Roteiro Original junto de Michel Gondry e Charlie Kaufman pelo filme Eternal Sunshine of the Spotless Mind. Vive e trabalha em Nova Iorque e Bruxelas.